# Укус паука
Укус паука — один из видов заболевания путём заражения организма ядом паукообразных. Основным патогеном являются токсины, выделяемые ротовыми конечностями животного, а также — инфекциозные и аллергические реакции на сам укус, арахнозы. 

## Типы яда

### Нейротоксичный яд
По сути своей этот яд воздействует на центральную нервную систему. Среди пауков встречается у тенётников, а именно у каракуртов и чёрных вдов.

### Некротический яд
Известны пауки с ядом, вызывающим некроз, это особи из семейства сикариид (Sicariidae), в которое входят локсосцелесы (Loxosceles) и шестиглазый песочный паук (Sicarius hahni). Пауки из этого семейства обладают дермонекрозным веществом sphingomyelinase D, который встречается всего у нескольких патогенных бактерий.

## Симптоматика и лечение
В большинстве случаев симптоматика укуса (покраснение раны, суставная и мышечная боли, судорога, зуд и т. п.) проходит со временем и пациент в больничном режиме не нуждается. Однако укусы определённых видов паукообразных могут представлять угрозу жизни человека, и их выявление в первую очередь зависит от правильной диагностики. В некоторых случаях расчёт может идти на часы или даже на минуты. Состояние больного может значительно ухудшиться и сопровождаться повышенной температурой, жаром или ознобом, головокружениями, обильным потовыделением, приапизмом, галлюцинозом и комой, в крайних случаях может наступить даже смерть. Сопровождаемые инфекциозными заболеваниями и аллергией укусы особенно опасны, и вторичные симптомы должны быть устранены перед основным лечением.

## Типы пауков, яд которых имеет значение для медицины

### Hexathelidae(HadronycheиAtrax)
Hexathelidae, например Atrax robustus (единственный мигаломорфный паук, имеющий дальнее родство с аранеоморфными пауками), рассматриваются как одни из самых ядовитых пауков в мире.

### Пауки-тенетники (Theridiidae)
Только два рода из семейства пауков-тенетников имеют значимость в медицине. Один из них — чёрные вдовы, укусы которых вызвали больше смертей, чем укусы любых других пауков. Второй — стеатоды, но укусы этих пауков гораздо менее опасны.

#### Чёрные вдовы(Latrodectus)
Симптомы, вызываемые укусом чёрных вдов, называются латродектизмом. Яд этих пауков нейротоксичный. Место укуса тяжело определить визуально, боль сравнима с уколом булавки. На месте укуса через некоторое время проявляются две маленькие красные точки, легкая эритема и отёк. Некрозных ран не бывает. Яд жёлтого цвета, маслянистый, содержит α-латротоксин, вызывающий высвобождение из пресинаптических окончаний ацетилхолина, норадреналина и других медиаторов с последующим истощением их запасов. Спустя 30-60 минут после укуса паука появляются болезненные мышечные спазмы, которые распространяются от места укуса на крупные мышцы конечностей и туловища. Затем — выраженное напряжение мышц передней брюшной стенки и мучительная боль (из-за подобных симптомов возможно ложное мнение о перитоните), однако пальпация живота безболезненна. Кроме того, возможны слюнотечение, проливной пот, рвота, артериальная гипертония, тахикардия, одышка, тревожность, головная боль, слабость, фасцикуляции, парестезии, гиперрефлексия, задержка мочи, у беременных женщин схватки и преждевременные роды. Изредка бывают рабдомиолиз и почечная недостаточность. Вследствие остановки дыхания, геморрагического инсульта, сердечной недостаточности может наступить смерть (чаще маленьких детей и ослабленных больных). Боль начинает снижаться в течение первых 12 часов, но может вновь усилиться в последующие дни и недели.

#### Стеатоды(Steatoda)
Стеатоды, или ложные чёрные вдовы, внешне (размером и формой тела) напоминают чёрных вдов, так как являются их родственниками. Укус стеатод мало подобен укусам чёрных вдов, хотя укусы некоторых видов имеют значимость в медицине. Укус большой стеатоды (Steatoda grossa) вызывает симптомы, сходные с таковыми при укусе чёрных вдов, однако значительно слабее. Медицинское сообщество дало этому состоянию название стеатодизм. В Европе всего два вида стеатод, укусы которых представляют опасность для человека (Steatoda paykulliana и S. nobilis), и один в Новой Зеландии и Южной Африке (S. capensis).
Использование выделенного яда чёрных вдов хорошо используется против стеатодизма. Такой метод в случае со стеатодами помогает практически всегда, тогда как около 5 процентов людей, укушенных чёрными вдовами, умирают даже после введения антитоксина.
Стеатод часто можно отличить от чёрных вдов по отсутствию у первых на брюшке (иногда и на спине) красного пятна в виде песочных часов. Однако у взрослых особей чёрных вдов рисунка может и не быть.

### Сикарииды (Sicariidae)

#### Локсосцелес (Loxosceles)
Пауки этого рода распространены в тёплых регионах всего мира. Хотя эти пауки неагрессивны, их укус опасен для человека. Ощущения от укуса сравнимы от укола иголкой. Спустя несколько часов у укушенного появляются суставная и мышечная боль, а также зуд. В зависимости от количества яда, попавшего в рану, у человека также может развиться особое состояние, называемое локсосцелизмом. Оно заключается в нарастающем некрозе мягких тканей в области укуса и обычно сопровождается тошнотой, повышенной температурой тела и общим недомоганием. Через несколько месяцев поражённая область обычно заживает, однако на её месте остаётся рубец.

### Пауки-птицееды (Theraphosidae)

#### Птицееды Нового Света
Укусы большинства пауков-птицеедов Нового Света сравнимы с укусом пчелы или осы и представляют опасность в основном для людей, имеющих аллергию на осиный и пчелиный яд.

### Красноспинный паук-скакун (Phidippus johnsoni)
От некоторых людей поступали сообщения о том, что они были укушены красноспинным пауком-скакуном, одним из наиболее распространённых видов рода Phidippus. Некоторые сообщения поступали из Колумбии, однако распространение этих пауков более широкое, и люди, живущие в других местах, также могут наткнуться на них. Их сравнительно большой размер и яркий, красный окрас спины (а самки имеют ещё и чёрную полоску на спине) делают их хорошо заметными. Длина тела этого вида — 12 мм.
Пока неясно, как происходят укусы красноспинных пауков-скакунов. У большинства крупных пауков последствия укуса мало чем отличаются от укола жалом осы или пчелы. 

## Сравнительный анализ

### Измерения
| Род            | Вид                                    | Обыкновенное название               | Длина тела            | Количество яда                         | LD-50                                  | Альтернат LD-50                      | Количество умерших                                                  |
| -------------- | -------------------------------------- | ----------------------------------- | --------------------- | -------------------------------------- | -------------------------------------- | ------------------------------------ | ------------------------------------------------------------------- |
| Atrax          | robustus                               | Атракс крепкий                      | 24-32 мм.             | 0.25 мг (самка) и 0.81 мг (самец) 2 мг | .16 мг/кг                              | Неизвестно                           | 1927—1980 — 13 умерших                                              |
| Hadronyche     | виды                                   |                                     | 24-32 мм.             | 0.25 мг (самка) и 0.81 мг (самец) 2 мг | .16 мг/кг                              |                                      |                                                                     |
| Latrodectus    | mactans                                | Чёрная вдова                        | 8-15 мм               | 0.02-.03 мг.                           | 0.002 мг/кг *                          | 0.9 мг/кг                            | 5 % зарегистрированных укусов до извлечения яда паука               |
| Latrodectus    | tredecimguttatus                       | Каракурт                            | (прибл. тот же самый) | (прибл. тот же самый)                  | 0.68 мкгм/кг                           | 16.25 мг/кг                          |                                                                     |
| Loxosceles     | reclusa                                | Паук-отшельник бурый                | 1.2 см 6–10 mm        | .13-.27 мг.                            |                                        |                                      | (Редко)                                                             |
| Loxosceles     | intermedia                             |                                     |                       |                                        | 0.48 мг/кг                             |                                      | Неизвестно                                                          |
| Loxosceles     | laeta                                  | Паук американо-австралийский        |                       |                                        | 1.45 мг/кг                             |                                      |                                                                     |
| Loxosceles     | gaucho                                 |                                     |                       |                                        | 0.74 мг/кг                             |                                      |                                                                     |
| Phoneutria     | bahiensis                              |                                     | 30 мм                 | 1.079 мг                               | .00061-.00157 мг/кг                    |                                      |                                                                     |
| Phoneutria     | boliviensis                            |                                     | 30 мм                 | 1.079 мг.                              | .00061-.00157 мг/кг                    |                                      |                                                                     |
| Phoneutria     | fera                                   |                                     | 30 мм                 | 1.079 мг                               | .00061-.00157 мг/кг                    |                                      | Иногда после смерти можно выявить яд                                |
| Phoneutria     | nigriventer                            |                                     | 3-5 см                | 2.15 мг 1.079 мг.                      | 15.20 нанограмм/мг .00061-.00157 mg/kg | 200 микрограмм/кг (0.2 нанограмм/мг) |                                                                     |
| Phoneutria     | reidyi                                 |                                     | 30 мм                 |                                        | .00061-.00157 мг/кг                    | 0.3 мг/кг                            |                                                                     |
| Sicarius       | (Африканские и Юго-Австралийские виды) | Sicarius hahni                      | 17 мм                 |                                        |                                        |                                      |                                                                     |
| Haplopelma     | huwenum (ранее Selenocosmia huwena)    |                                     |                       |                                        | 0.70 мг/кг                             |                                      | Одна младенческая смерть                                            |
| Poecilotheria  | ornata                                 | Бахромчатый украшенный паук-птицеед |                       |                                        |                                        |                                      | Были случаи комы                                                    |
| Poecilotheria  | fasciata **                            | Пецилотерия полосатая               |                       |                                        |                                        |                                      | Зарегистрированы случаи сердечной недостаточности                   |
| Cheiracanthium | виды                                   |                                     | 6-10 мм               |                                        |                                        |                                      | (Нет серьёзных последствий)                                         |
| Cheiracanthium | japonicum                              |                                     | 6-10 мм               |                                        |                                        |                                      |                                                                     |
| Macrothele     | holsti, gigas, taiwanensis             |                                     |                       |                                        |                                        |                                      | В Тайване не зафиксированы случаи смерти                            |
| Steatoda       | grossa                                 | Стеатода большая                    |                       |                                        |                                        |                                      | Симптомы, подобные после укуса каракурта, нет серьёзных последствий |

См. также Арахнозы.

## Заметки
1. ↑  Senff-Ribeiro A., Henrique da Silva P., Chaim O.M., Gremski L.H., Paludo K.S., Bertoni da Silveira R., Gremski W., Mangili O.C., Veiga S.S. Biotechnological applications of brown spider (Loxosceles genus) venom toxins (англ.) // Biotechnology Advances[англ.] : journal. — 2008. — Vol. 26, no. 3. — P. 210—218. — doi:10.1016/j.biotechadv.2007.12.003. — PMID 18207690.
2. ↑  Binford G.J., Bodner M.R., Cordes M.H., Baldwin K.L., Rynerson M.R., Burns S.N., Zobel-Thropp P.A. Molecular evolution, functional variation, and proposed nomenclature of the gene family that includes sphingomyelinase D in sicariid spider venoms (англ.) // Molecular Biology and Evolution[англ.] : journal. — Oxford University Press, 2009. — March (vol. 26, no. 3). — P. 547—566. — doi:10.1093/molbev/msn274. — PMID 19042943.
3. ↑  Binford G.J., Cordes M.H., Wells M.A. Sphingomyelinase D from venoms of Loxosceles spiders: evolutionary insights from cDNA sequences and gene structure (англ.) // Toxicon[англ.] : journal. — 2005. — April (vol. 45, no. 5). — P. 547—560. — doi:10.1016/j.toxicon.2004.11.011. — PMID 15777950.
4. ↑  Cordes M.H., Binford G.J. Lateral gene transfer of a dermonecrotic toxin between spiders and bacteria (англ.) // Bioinformatics[англ.] : journal. — 2006. — February (vol. 22, no. 3). — P. 264—268. — doi:10.1093/bioinformatics/bti811. — PMID 16332712.
5. ↑  Latrodectus spp. (Пауки). Дата обращения: 27 октября 2009. Архивировано 28 сентября 2009 года.
6. ↑  Jone SC. Ohio State University Fact Sheet: Black Widow Spider. Ohio State University. Дата обращения: 19 июля 2008. Архивировано 4 мая 2007 года.
7. ↑  Graudins A., Gunja N., Broady K., Nicholson G. Clinical and in vitro evidence for the efficacy of Australian redback spider (Latrodectus hasselti) antivenom in the treatment of envenomation by a Cupboard spider (Steatoda grossa) (англ.) // Toxicon[англ.] : journal. — 2002. — Vol. 40, no. 6. — P. 767—775. — doi:10.1016/S0041-0101(01)00280-X. — PMID 12175614.
8. 1 2 3 4 5 6 7 8 9 10 11  Atrax Robustus. IPCS INCHEM. International Programme on Chemical Safety (1989). Дата обращения: 20 октября 2009. Архивировано 3 апреля 2012 года.
9. 1 2  Sutherland S.K., Duncan A.W., and Tibballs J. Local inactivation of funnel-web spider (Atrax robustus) venom by first-aid measures: potentially lifesaving part of treatment (англ.) // The Medical Journal of Australia[англ.] : journal. — 1980. — 18 October (vol. 2, no. 8). — P. 435—437.
10. 1 2  Sheumack D.D., Baldo B.A., Carroll P.R., Hampson F., Howden M.E., Skorulis A. A comparative study of properties and toxic constituents of funnel web spider (Atrax) venoms (англ.) // Comparative biochemistry and physiology : journal. — 1984. — Vol. 78, no. 1. — P. 55—68. — doi:10.1016/0742-8413(84)90048-3.
11. 1 2  Stewart, Charles. Beyond the Road: Environmental Emergencies for Emergency Service Providers (англ.) : journal. — Charles Stewart and Associates, 1998. Архивировано из оригинала 10 августа 2007 года.
12. 1 2  http://www.thudiv.com/variety/spider/spider1.htm Архивная копия от 17 июля 2011 на Wayback Machine) (Tung Hai University, Taiwan, article in Chinese broken link)
13. 1 2 3  Ori, Masahisa and Ikeda, Hiroyoshi. Spider Venoms and Spider Toxins (неопр.) // Journal of Toxicology.Toxin reviews. — 1998. — Т. 17, № 3. — С. 405—426. Архивировано 22 декабря 2009 года.
14. 1 2 3 4  M. F. Manzoli-Palma; N. Gobbi; M. S. Palma. Insects as biological models to assay spider and scorpion venom toxicity (англ.) // Journal of Venomous Animals and Toxins including Tropical Diseases : journal. — 2003. — Vol. 9, no. 2. — doi:10.1590/S1678-91992003000200004. Архивировано 19 мая 2009 года.
15. 1 2 3  Barbaro K.C., Ferreira M.L., Cardoso D.F., Eickstedt V.R., Mota I. Identification and neutralization of biological activities in the venoms of Loxosceles spiders (англ.) // Brazilian Journal of Med Biol Res : journal. — 1996. — November (vol. 29, no. 11). — P. 1491—1497.
16. 1 2 3 4 5 6 7 8 9  Herzig V., John Ward R., Ferreira dos Santos W. Intersexual variations in the venom of the Brazilian 'armed' spider Phoneutria nigriventer (Keyserling, 1891) (англ.) // Toxicon[англ.] : journal. — 2002. — Vol. 40, no. 10. — P. 1399—1406. — doi:10.1016/S0041-0101(02)00136-8. — PMID 12368110.
17. ↑  Lelle Petterson. The genus Phoneutria, Perty 1833, wandering spiders. Minax tarantulas. Дата обращения: 20 октября 2009. Архивировано из оригинала 27 сентября 2011 года.
18. ↑  Liang S.P., Zhang D.Y., Pan X., Chen Q., Zhou P.A. Properties and amino acid sequence of huwentoxin-I, a neurotoxin purified from the venom of the Chinese bird spider Selenocosmia huwena (англ.) // Toxicon[англ.] : journal. — 1993. — August (vol. 31, no. 8). — P. 969—978. — doi:10.1016/0041-0101(93)90256-I.
19. 1 2 3  scary spiders pictures of at spidertalk.net (недоступная ссылка)
20. ↑  Hung, Shin-Wen and Wong, Tzong-Leun. Arachnid Envenomation in Taiwan (неопр.) // Ann. Disaster Med. — Т. 3 Suppl. 1. — С. S12—S17. Архивировано 3 января 2011 года.

## Внешние ссылки
- Brazilian article reporting medical research
- Medical Journal of Australia article gives statistics on the most frequent biters and the most serious bites.
- Pictures and descriptions of spider bites from around the world.
- Richard S. Vetter and P. Kirk Visscher of the University of California at Riverside
- Spider bites are an overrated menace Архивировано 2 января 2013 года.